# クロロクロム酸ピリジニウム
クロロクロム酸ピリジニウム (pyridinium chlorochromate) は、有機合成に用いられる酸化剤のひとつ。クロム(VI) を中心とする錯体で、形状は橙色の固体。PCC と略称される。
この試薬は、1975年にイライアス・コーリーとWilliam Suggsによって報告された。

## 合成
コーリーらの報告の中では、酸化クロム(VI) の濃塩酸溶液に等モル量のピリジンを加える方法で PCC を得ている。
{\displaystyle {\ce {C5H5N\ + HCl\ + CrO3 -> (C5H5NH)^+ ClCrO3^-}}}

## 用途
クロム酸類は有機合成において、1級、2級アルコールをそれぞれ対応するアルデヒドあるいはケトンへと酸化する酸化剤としてよく用いられてきたが、これをピリジニウム塩とすることで有機溶媒への溶解度を改善し、使いやすくしたものである。中性に近い条件下で酸化が進行するため、一時期は酸化反応の標準的試薬として広く用いられた。
ただしPCCは毒性・発癌性（六価クロムとしてIARC発がん性分類のグループ1に分類されている）が強く、使用に当たっては皮膚への接触・吸入を避けること、またドラフトなどの設備下で取り扱うべきである。廃棄物も有害なので、他の廃液などと区別し、環境中に絶対に漏出することのないよう注意が必要である。
最近ではスワーン酸化、TPAP酸化、デス・マーチン酸化など、より穏和な条件で進行し、選択性・安全性とも高い酸化反応が開発されているため、徐々にこうしたクロム酸系の酸化剤は用いられなくなりつつある。

## 関連化合物
同様に酸化クロム(VI) (CrO3) から誘導される酸化剤として、コーリーらの開発による 二クロム酸ピリジニウム (pyridinium dichromate, PDC, ({\displaystyle {\ce {(C5H5NH^{+})2\cdot Cr2O7^{2}-}}})  が知られ、やはり上記の安全な酸化反応が開発されるまではアルコールからカルボニル化合物への酸化に用いられていた。